# Scream, Dracula, Scream!
Scream, Dracula, Scream! è un album in studio del gruppo musicale statunitense Rocket from the Crypt, pubblicato nel 1995.

## Tracce
1. Middle - 1:00
2. Born in '69 - 2:16
3. On a Rope - 2:53
4. Young Livers - 2:54
5. Drop Out - 3:00
6. Used - 2:39
7. Ball Lightning - 3:50
8. Fat Lip 2:42
9. Suit City - 2:34
10. Heater Hands - 3:36
11. Misbeaten - 4:02
12. Come See, Come Saw - 3:39
13. Salt Future - 3:51
14. Burnt Alive - 4:37

## Formazione
- Speedo (John Reis) - chitarra, voce
- ND (Andy Stamets) - chitarra, cori
- Petey X (Pete Reichert) - basso, cori
- Apollo 9 (Paul O'Beirne) - sassofono, cori
- JC 2000 (Jason Crane) - tromba, cori
- Atom (Adam Willard) - batteria